# Amt Wachsenburg
Amt Wachsenburg è un comune tedesco del Land della Turingia.
Non esiste alcun centro abitato con tale denominazione: si tratta pertanto di un comune sparso. La sede comunale è posta nella frazione di Ichtershausen.

## Storia
Il 1º gennaio 2019 venne aggregato al comune di Amt Wachsenburg il comune di Kirchheim, seguito il successivo 31 dicembre dal comune di Rockhausen.

## Geografia antropica
Il comune di Amt Wachsenburg è suddiviso nelle frazioni (Ortsteil) di Bechstedt-Wagd, Bittstädt, Eischleben, Haarhausen, Holzhausen, Ichtershausen, Kirchheim, Rehestädt, Röhrensee, Sülzenbrücken, Thörey e Werningsleben.